# Pigmentación oral
La pigmentación oral es asintomática y no suele causar alteraciones en la textura o el grosor de la zona afectada. El color puede ser uniforme o moteado y puede aparecer de forma solitaria o como lesiones múltiples. Dependiendo del sitio, la profundidad y la cantidad de pigmento, la apariencia puede variar considerablemente.
La pigmentación oral se encuentra en los siguientes lugares:
- Borde inferior del bermellón  (el margen rosado o rojizo expuesto de un labio[3])
- Lengua
- Mucosa oral
- Encías
- Paladar[2]

La pigmentación oral afecta aproximadamente al 3 % de la población y es más probable que se vea en aquellos con piel oscura; sin embargo las personas con piel clara tienen, en promedio, 30 áreas pigmentadas locales y en algunas circunstancias se presentarán intraoralmente. Son más frecuentes en mujeres que en hombres y la edad típica de presentación es a los 40 años aunque pueden aparecer a cualquier edad.

## Causas

### Pigmentación racial
La pigmentación oral afecta aproximadamente al 3 % de la población y es más probable que se observe en personas de piel oscura; sin embargo las personas con piel clara tienen, de media, 30 áreas pigmentadas locales y en algunas circunstancias se presentarán intraoralmente. Son más frecuentes en mujeres que en hombres y la edad típica de presentación es a los 40 años aunque pueden aparecer a cualquier edad.

### Lengua vellosa negra
La lengua vellosa negra es una afección inofensiva que provoca una pigmentación ennegrecida en el dorso de la lengua. Es una afección oral muy común y afecta al 13 % de la población mundial. Suele deberse a una higiene bucal deficiente que provoca la acumulación de bacterias orales y de queratina en la superficie de la lengua. La lengua negra y vellosa también puede estar asociada al uso de ciertos medicamentos como antibióticos, al hábito prolongado de tomar café/té o al tabaquismo.

### Tatuaje de amalgama
El tatuaje de amalgama se encuentra principalmente en la mucosa alveolar o gingival (sin embargo, a veces puede encontrarse en la mucosa bucal) y es más común en mujeres y pacientes de edad avanzada. Aparece como una mácula indolora, azul/gris/negra, no ulcerada, blanda y sin ninguna reacción eritematosa a su alrededor. El diámetro mayor del tatuaje suele ser inferior a 0,5 cm, aunque algunas lesiones que contienen partículas más grandes pueden identificarse en determinadas radiografías.
Algunos pacientes presentan una respuesta inflamatoria a largo plazo y, en tal caso, pueden producir pápulas pequeñas decoloradas. La mancha decolorada puede agrandarse con el tiempo en pacientes que muestran una fuerte respuesta de los macrófagos.
En ocasiones pueden encontrarse depósitos de amalgama en el hueso. Esto puede deberse a una intervención quirúrgica, como una extracción dental o una cirugía endodóntica, que ha provocado el desprendimiento involuntario del material de una restauración en un diente adyacente. Estos depósitos se ennegrecen y pueden provocar el ennegrecimiento del hueso adyacente.

### Síndrome de Peutz-Jeghers
El trastorno autosómico dominante síndrome de Peutz-Jeghers se caracteriza por "pólipos hamartomatosos intestinales en asociación con máculas melanocíticas mucocutáneas". Estas máculas a menudo varían en tonos de marrón, tamaño y son confluentes, Aunque cualquier sitio oral puede verse afectado, en casi todos los casos las máculas pigmentadas aparecen en las mucosas bucales, labios y alrededor de la boca. Las máculas pigmentadas de la cara son menos frecuentes. La extensión de la afectación oral y el grado de pigmentación varía entre cada caso individual.[cita requerida]
Un individuo que padece este síndrome tiene un riesgo relativo quince veces mayor de desarrollar cáncer en comparación con la población general.
En pacientes de edad avanzada, la principal consecuencia del síndrome es el cáncer. Los lugares principalmente afectados son el páncreas, el estómago, los pulmones, el colon, el intestino delgado, el útero, las mamas y los ovarios y las mamas. Además, el síndrome de Peutz-Jeghers puede asociarse a otros cánceres del aparato reproductor, como los tumores de células de sertoli y el adenoma maligno del cuello uterino.
En pacientes jóvenes, la intususcepción y la obstrucción del intestino delgado y son las principales complicaciones, estas son causadas por la localización en el intestino delgado de los pólipos.

### Enfermedad de Addison
La enfermedad de Addison puede estar causada por diversos procesos patológicos. Se trata de un trastorno endocrino en el que existe un aumento de la cantidad de hormona adrenocorticotrópica (ACTH) como resultado de la producción de cantidades deficientes de hormonas a partir de la corteza suprarrenal. Debido a esto, la pigmentación oscura puede ser visible en la mucosa oral o en la piel. Las localizaciones orales más comunes incluyen: mucosa bucal, labios, encías, paladar duro o lengua. Las localizaciones intraorales suelen observarse como primer signo y suelen desarrollarse antes que las lesiones cutáneas. En los países en desarrollo, esta enfermedad se asocia a menudo con la tuberculosis, donde la infección puede conducir a la destrucción de la glándula suprarrenal.

#### La melanosis oral sistémica también puede asociarse a lo siguiente;
- Embarazo
- Ingesta de anticonceptivos orales
- Exposición a la luz solar
- VIH[13]
- Terapia con fármacos antipalúdicos[14]

### Sarcoma de Kaposi
Se trata de una neoplasia intermedia que afecta a la piel y las mucosas; suele surgir en pacientes con VIH. Las etapas de este tipo de pigmentación parten de una etapa de parche temprano, para convertirse en placas que luego se convierten en nódulos más grandes -conocidos como etapa tumoral-. Es frecuente la afectación oral con esta enfermedad y frecuentemente se asocia a un mal pronóstico.

### Melanosis del fumador
Melanosis del fumador, pigmentación melanocítica benigna de la mucosa oral, más comúnmente visto en la encía labial inferior y papilas interdentales El tabaquismo produce un aumento del depósito de melanina en la mucosa oral a través del daño físico térmico y la interacción química entre la melanina y los compuestos nicotínicos, pero éste no es el único factor de riesgo hacia la pigmentación, también se asocia a otros factores etiológicos.

### Melanoacantoma oral
Los melanoacantomas orales son lesiones pigmentadas benignas debidas a la proliferación de melanocitos dendríticos y acantosis del epitelio superficial. Clínicamente se caracterizan por una lesión macular marrón de crecimiento rápido que aparece repentinamente.

### Nevus melanocíticos
Los nevos orales o nevos melanocíticos orales son el resultado de proliferaciones benignas de células nevus presentes en la capa epitelial, la capa submucosa o ambas. La presentación más frecuente de los nevos orales son los nevos intramucosos, pápulas marrones en forma de cúpula que representan el 64 % de todos los casos notificados de nevos orales. Otras presentaciones de nevus orales incluyen: Nevus azul, nevus de la unión y nevus compuesto.

### Máculas melanóticas
Las máculas melanóticas pueden encontrarse en la mucosa bucal, el labio, el paladar, el reborde alveolar y la encía. Las máculas melanóticas son lesiones pigmentadas benignas que se encuentran en la cavidad oral, causadas por un aumento de la pigmentación en la capa de células basales del epitelio y la lámina propia. La presentación clínica de las máculas melanóticas es típicamente un área marrón, negra, azul o gris que está bien circunscrita, las lesiones suelen tener menos de 10 mm de diámetro pero pueden ser mayores en algunos casos. El borde bermellón de los labios es el sitio más común para encontrar máculas melanóticas.

### Melanoma oral
Este tipo de neoplasia oral es muy poco frecuente. Está causado por la proliferación de melanocitos malignos dentro de los tejidos conectivos. Las localizaciones orales más comunes incluyen el paladar duro y las encías. La presentación del melanoma oral puede variar; algunas pueden ser áreas pigmentadas asintomáticas, mientras que otras pueden ser áreas de ulceración de crecimiento rápido con síntomas como destrucción ósea, dolor y hemorragia.
Para clasificar el melanoma oral se utiliza el sistema de estadificación clínica TNM. Significa "Tumor - Ganglios - Metástasis". Destaca los tres estadios: el estadio I es un tumor primario; el estadio II es un tumor metastásico que se ha extendido a los ganglios linfáticos regionales y el estadio III es un tumor metastásico que se ha extendido a lugares distantes.

## Patogénesis
Muchas enfermedades diferentes pueden causar lesiones pigmentadas por melanina en la boca a través de
1. Aumento del número de melanocitos o melanocitosis
2. Aumento de la producción de melanina con o sin melanocitosis

La melanina es un pigmento endógeno sintetizado por los melanocitos que se encuentran en la capa basal del epitelio. A continuación, la melanina se transfiere a los queratinocitos en melanosomas. Las células nevus de la piel y la mucosa oral también producen melanina. La melanosis oral puede presentarse como lesiones negras, grises, azules o marrones dependiendo del lugar y la cantidad de deposición de melanina en los tejidos.

### Fisiológica
Aumento de la producción de melanina sin aumento de melanocitos

### Síndrome de Peutz-Jeghers
Aumento de la producción de melanina sin aumento del número de melanocitos

### Enfermedad de Addison
La disminución del nivel de hormonas adrenocorticales en sangre provoca un aumento de los niveles de hormona adrenocorticotrópica secretada por la hipófisis anterior. Como resultado, se induce la hormona estimulante de los melanocitos, que causa melanosis oral

### Melanosis del fumador
Aumento de la producción de melanina para defenderse de los daños causados por el humo del tabaco

### Melanoacantoma oral
Aumento del número de melanocitos dendríticos

### Nevus melanocíticos
Acumulación de células nevus en la capa basal del epitelio o en el tejido conjuntivo o en ambos

### Melanoma oral
Aumento del número de melanocitos malignos

## Diagnóstico
El diagnóstico de la pigmentación oral se realiza mediante una anamnesis completa realizada por el clínico, seguida de un examen clínico minucioso. El tratamiento de estas lesiones suele realizarse mediante un estrecho seguimiento clínico, fotografías y herramientas de medición. Puede estar indicada una biopsia cuando estén presentes las siguientes características: lesiones grandes o de nueva pigmentación y aquellas con aspecto papular o coloración irregular.

## Manejo

### Pigmentación oral fisiológica
La pigmentación fisiológica se considera de variación normal. Sin embargo, para algunos individuos, la decoloración marrón/negra puede ser estéticamente desagradable. Para algunos puede causar vergüenza o incomodidad, sobre todo al sonreír o hablar. Algunos métodos utilizados para eliminar o reducir esta pigmentación son la gingivectomía, la terapia con láser y la criocirugía. Existen pros y contras para cada tipo de estrategia de tratamiento.
La crioterapia es uno de los tratamientos más exitosos y populares para la melanosis oral. La crioterapia daña el tejido congelando sus componentes internos, lo que pone en peligro la temperatura óptima de las células y provoca la desnaturalización de enzimas y proteínas necesarias para la función celular. La temperatura mínima necesaria para el daño celular es específica de cada célula, y los melanocitos son muy sensibles a las bajas temperaturas de -4 °C a -7 °C, donde puede producirse la muerte celular. Este procedimiento es relativamente indoloro, por lo que generalmente no se necesita anestesia local. Inmediatamente después, se aprecia un ligero eritema de la encía. En los días siguientes se observa necrosis superficial y una esfacelosis blanquecina podría separarse del tejido subyacente dejando un lecho ulceroso limpio y rosado. Al cabo de una semana, la encía vuelve a la normalidad y se cura completamente en las semanas siguientes, sin la pigmentación. En conclusión, la crioterapia se ha descrito como la opción de tratamiento más adecuada para la melanosis oral fisiológica. Es un método sencillo pero eficaz para tratar la pigmentación oral con un traumatismo mínimo para el paciente.
Alternativamente, los láseres se pueden utilizar para tratar la melanosis oral fisiológica. Hay muchos láseres diferentes disponibles en el mercado para comprar, cada uno con sus propios beneficios y desventajas individuales. Estos láseres son caros y, por lo tanto, no suelen estar disponibles en un hospital o en un entorno clínico. Sin embargo, los láseres permiten un corte controlado con una profundidad de necrosis limitada. Los estudios han demostrado que el láser de diodo es un método seguro y es el láser preferido cuando no hay otros láseres de pulso corto disponibles. El láser de diodo es específico y sólo es absorbido por la melanina lo que significa una destrucción más selectiva y menos daño al tejido normal circundante en comparación con los láseres de CO2.

### Afecciones sistémicas asociadas con la pigmentación oral
La melanosis oral causada por enfermedades sistémicas puede ser el primer signo que un dentista o un profesional médico detecte para hacer sospechar de cualquier enfermedad sistémica subyacente. La mayoría de las enfermedades se tratan con los medicamentos pertinentes, lo que conduce a una disminución gradual de la melanosis oral. Por ejemplo, la enfermedad de Addison causa hiperpigmentación en la boca y puede detectarse durante un examen seguido de otros síntomas sistémicos. Se debe realizar una biopsia oral junto con otras pruebas pertinentes (por ejemplo, análisis de sangre) y confirmar el diagnóstico de cualquier tipo de melanosis oral que sospeche que está causada por una enfermedad subyacente. En el caso de la enfermedad de Addison, la opción terapéutica específica sería el tratamiento con glucocorticoides y mineralocorticoides.
Alternativamente, la exposición continua a altas concentraciones de corticosteroides aumenta la susceptibilidad al síndrome de Cushing, que también es causa de melanosis oral. Los patrones de pigmentación son muy similares a los de la enfermedad de Addison. El tratamiento depende de la gravedad y puede eliminarse mediante cirugía, radioterapia o tratamiento farmacológico, como la pasierotida.
En cuanto a la melanosis oral causada por enfermedades sistémicas, lo más importante es remitir al paciente a su GMP si existe la sospecha de alguna causa sistémica subyacente. En caso afirmativo, sería conveniente realizar las investigaciones pertinentes para llegar a un diagnóstico definitivo. A partir de aquí será más fácil tratar la causa con la medicación o terapia pertinente.

### Sarcoma de Kaposi
Existen diversas opciones de tratamiento para el sarcoma de Kaposi. Las opciones terapéuticas adecuadas pueden variar en función de la variación de la enfermedad y del estado inmunitario del paciente. Si la lesión está localizada, lo que suele ocurrir en el sarcoma de Kaposi clásico, y no es sistémica los tratamientos pueden ser cualquiera de láser, crioterapia, no intervención, quimioterapia e inmunorregulación. Para los casos generalizados y sistémicos se utilizan fármacos quimioterápicos. El TARGA también es un tratamiento reconocido si se sabe que el paciente padece sarcoma de Kaposi relacionado con el sida. En los casos de sarcoma de Kaposi iatrogénico debe suspenderse o reducirse, si es posible, cualquier medicación inmunosupresora.

### Melanosis del fumador
La melanosis del fumador puede resolverse en varios años tras dejar de fumar.

### Melanoma oral
En primer lugar, puede realizarse una biopsia inicial de la lesión para determinar el diagnóstico correcto. A continuación, existen diversas opciones de tratamiento. La combinación utilizada dependerá de cada paciente y del melanoma que presente. Resección quirúrgica. Consiste en extirpar la lesión y asegurar su completa eliminación de la cavidad oral. La quimioterapia y la radioterapia se consideran tratamiento de primera línea y pueden utilizarse junto con la cirugía. Otra opción disponible es la inmunoterapia. El objetivo de esta es dirigirse a las células o moléculas del sistema inmunitario en un esfuerzo por destruir los tumores. Esto puede hacerse suprimiendo o estimulando el sistema inmunitario de los pacientes. Una vez realizado el tratamiento, los pacientes deben someterse a un seguimiento periódico para tratar precozmente cualquier recidiva y garantizar la curación completa tras las cirugías. Si el melanoma ha progresado ampliamente y ha hecho metástasis, el tratamiento, por ejemplo la cirugía, se llevaría a cabo con carácter paliativo únicamente.

## Epidemiología
La pigmentación oral también puede clasificarse en 2 categorías, melanocítica o no melanocítica (melanocítica es la génesis debida al aumento de pigmentos melanóticos y no melanocítica es la génesis por causas no melanóticas). La prevalencia de las causas melanocíticas y no melanocíticas de la melanosis oral fue aproximadamente de 1:1.

### Fisiológica
La pigmentación oral afecta a alrededor del 3 % de la población y es más probable que se observe en aquellos con piel oscura

### Síndrome de Peutz Jeghers
Para el síndrome de Peutz Jeghers la frecuencia es de aproximadamente 1 caso por cada 60 000-300 000 personas en EE. UU.. Se da por igual en ambos sexos y en todas las razas. La edad media de diagnóstico es de 23 años en los hombres y de 26 años en las mujeres.

### Melanosis del fumador
La melanosis del fumador está presente en todos los grupos de edad, no tiene predilección observada por sexo o raza.

### Mácula melanótica
Para los procesos hiperplásicos o neoplásicos, la edad media de la mácula melanótica oral (hiperplásica- aumento de pigmentos malanóticos sin aumento de malanocitos)  es de 43,1 años con un tamaño medio de la lesión de unos 6,8mm.  La proporción mujer:hombre es de 2:1 siendo el labio inferior la localización más común. Para el melanoma oral (neoplásico) la edad media fue de 53,8 años con igual proporción de mujeres:hombres y siendo la localización más común en el paladar o la encía.

### Melanoma oral
Para el melanoma oral (lesión neoplásica), la edad media fue de 53,8 años con igual proporción de mujeres:hombres y la localización más frecuente fue en paladar o encía.

### Frecuencia acumulada
La aparición de malanosis oral en las mejillas fue (21%), mucosa alveolar (16,6%), encía (11,8%). Siendo el tatuaje de amalgama la mayoría de los casos (46,3%), máculas malanóticas (22,9%) y nevus (20,5%).